# Junta de Diputados de los Judíos Británicos
La Junta de Diputados de los Judíos Británicos (en inglés: Board of Deputies of British Jews) es la principal organización representativa de la comunidad judía británica. La junta de diputados fue establecida en Londres en 1760, cuando 7 diputados fueron nombrados por los ancianos de la congregación sefardita de los judíos españoles y portugueses, para formar un comité permanente, y prestar homenaje al rey Jorge III en la coronación del monarca británico, poco después, la congregación judía asquenazita de Europa Central y Oriental, de manera parecida, nombró a su propio "comité secreto de asuntos públicos", para tratar con cualquier asunto de naturaleza política que pudiera surgir, y para salvaguardar los intereses de los judíos británicos como comunidad religiosa, tanto en las islas británicas, como en las colonias británicas. Pronto empezaron a reunirse más a menudo, y de manera más frecuente, y en el año 1810, ya estaban unidos en una organización. La junta de diputados desde entonces ha sido un foro de debate ampliamente reconocido, y un lugar para expresar las opiniones de los diferentes sectores de la comunidad judía británica.
La organización toma una postura firme contra Jeremy Corbyn. Según ella, el líder laborista "no puede denunciar seriamente el antisemitismo cuando trata de defender una visión del mundo de la extrema izquierda caracterizada por su hostilidad instintiva hacia las comunidades judías".